# Schengen
Bài này nói về một thị trấn của Luxembourg. Về hiệp ước cùng tên, xin xem Hiệp ước Schengen.

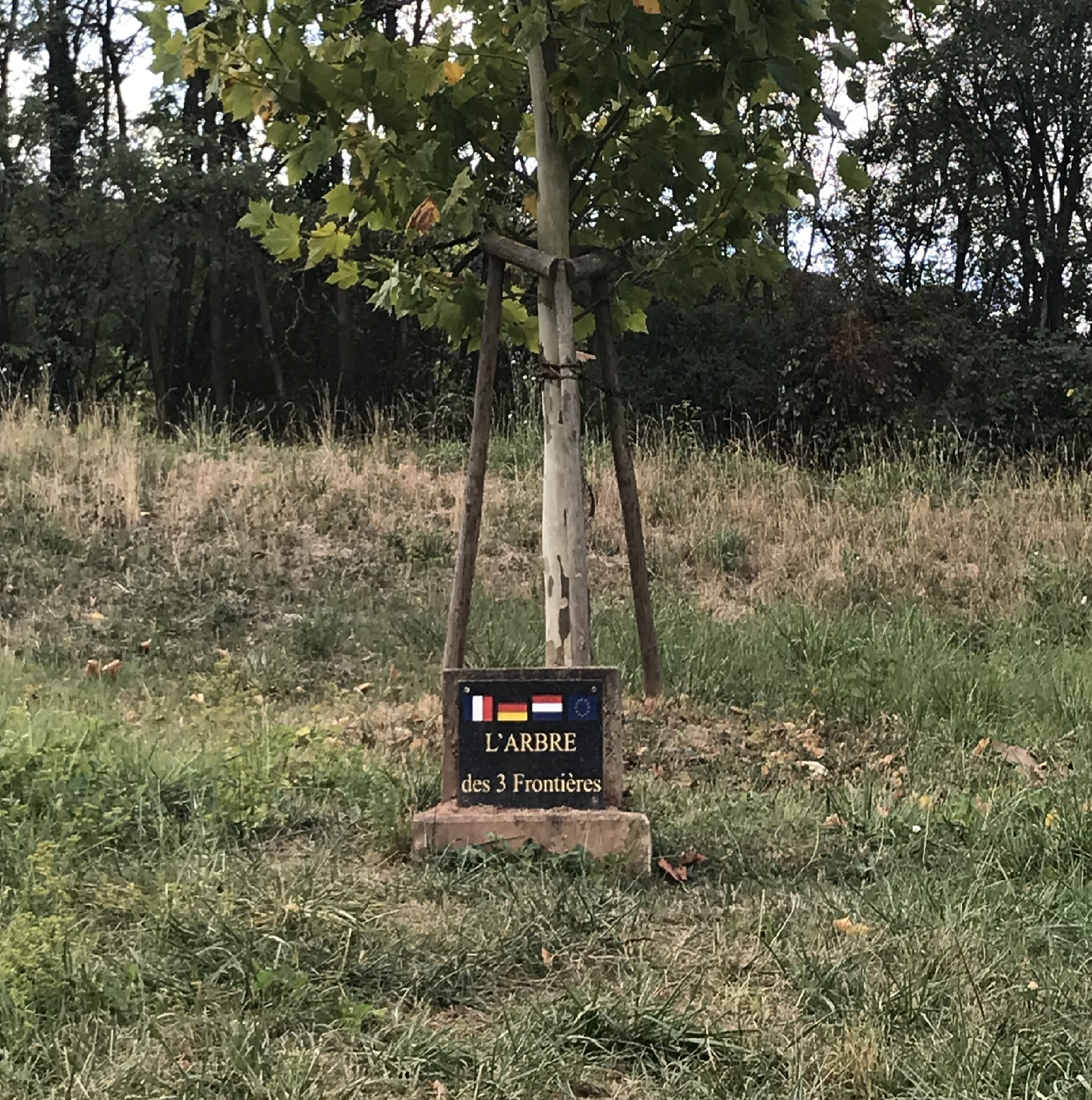
Công trình kỉ niệm Hiệp ước Schengen được dựng tại chính thị trấn Schengen

Schengen là tên của một thị trấn nhỏ nổi tiếng về nghề nấu rượu, thuộc xã Remerschen và nằm ở cực đông-nam của nước Luxembourg. Ngôi làng nhỏ bé này nằm ngay cạnh ngã ba biên giới Đức-Pháp-Luxembourg. Theo số liệu của năm 2005, dân số của thị trấn này là 425 người.

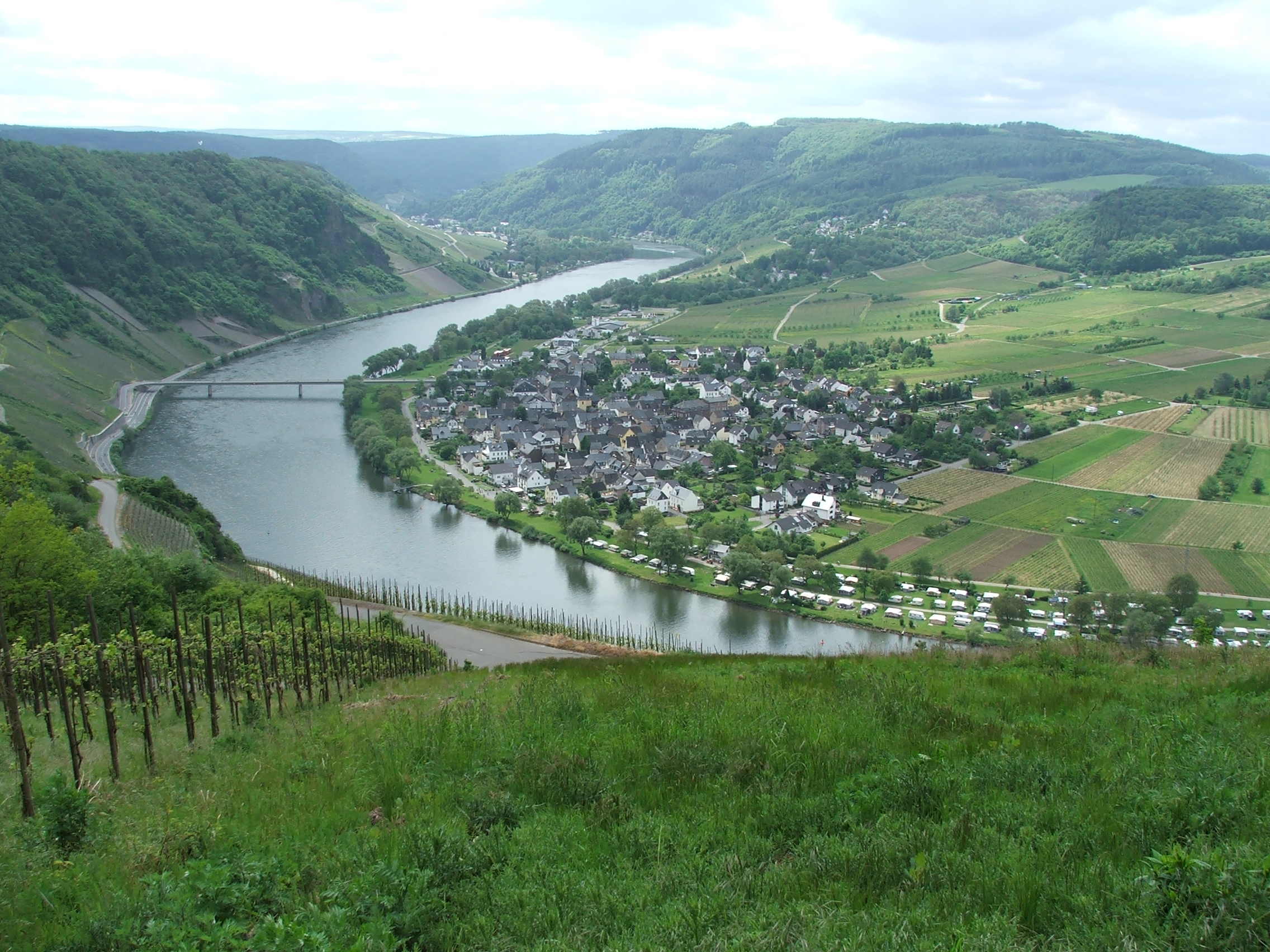
Tại một boong tàu trên dòng sông Moselle này, lễ ký kết Hiệp ước Schengen đã được diễn ra

Chính tại ngôi làng này, vào ngày 14 tháng 6 năm 1985, Hiệp ước Schengen đã được ký kết. Lễ ký diễn ra tại boong tàu Princesse Marie-Astrid, trên dòng sông Moselle.